# Ich dien

Blazoen van de Prins van Wales

Wapen van William, prins van Wales

Ich dien (Ik dien) is de wapenspreuk van de Prins van Wales, de Britse troonopvolger. Volgens een legende adopteerde Eduard van Woodstock het motto "Ich Dien" van Jan de Blinde, de koning van Bohemen, die in 1346 tijdens de Slag bij Crécy aan de zijde van de Fransen vocht en sneuvelde, al zijn er ook aanwijzingen dat zijn vader, Eduard III van Engeland, hetzelfde motto al gebruikte. 
Jan de Blinde droeg tijdens de slag struisvogelveren op zijn helm. Die werden door Eduard III aan zijn zoon geschonken. De struisvogelveren en de wapenspreuk zijn nog steeds te zien in het blazoen van de prins van Wales. 